# Goldener Psalter von St. Gallen

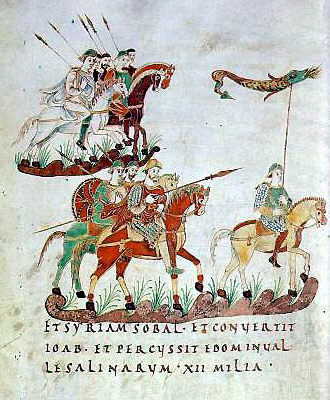
Der Feldzug des Joab

Der Goldene Psalter von St. Gallen ist eine karolingische Bilderhandschrift, die in der zweiten Hälfte des 9. Jahrhunderts im Kloster St. Gallen entstand.
Der Psalter umfasst 344 Pergamentblätter, sein Format beträgt 363 × 265 mm. Der Buchschmuck besteht neben Initialen aus zwei ganzseitigen Miniaturen sowie 15 unregelmäßig verteilten ganz- oder halbseitigen Illustrationen zu den Psalmentituli. Nach Psalm 72 treten keine Illustrationen mehr auf.
Die Handschrift befindet sich heute in der Stiftsbibliothek St. Gallen (Cod. Sang. 22).